# Juozas Varžgalys
Juozas Varžgalys (ur. 12 października 1956 w m. Avižieniai w rejonie wiłkomierskim) – litewski urzędnik, polityk i samorządowiec, poseł na Sejm Republiki Litewskiej.

## Życiorys
W 1975 ukończył szkołę techniczną o profilu rolniczym w Wiłkomierzu. W 1980 uzyskał dyplom inżyniera mechanika na Litewskiej Akademii Rolniczej. W latach 80. zatrudniony jako inżynier. W 1990 został wicedyrektorem, a w 1993 dyrektorem wydziału rolnictwa w administracji rejonowej. W latach 1997–2004 kierował oddziałem banku Lietuvos žemės ūkio bankas, po czym do 2013 pełnił funkcję dyrektora administracji rejonu wiłkomierskiego. W 2015 został zastępcą dyrektora spółki prawa handlowego.
Zaangażował się także w działalność polityczną w ramach Litewskiego Związku Zielonych i Rolników. Był radnym rejonu wiłkomierskiego. W wyborach w 2016 uzyskał mandat posła na Sejm Republiki Litewskiej. W 2020 z powodzeniem ubiegał się o reelekcję.